# Radiación oscura
La radiación oscura (también conocida como electromagnetismo oscuro) es un tipo de radiación postulada que intercede en las interacciones de la materia oscura.
Por analogía a la manera en la que los fotones interceden en las interacciones electromagnéticas entre partículas en el modelo estándar de la física de partículas (llamada materia bariónica en cosmología), se propone que la materia oscura intercedería en las interacciones entre partículas de materia oscura.
No ha habido una evidencia notable para la existencia de tal radiación, pero dado que la materia bariónica contiene múltiples tipos de partículas que interactúan entre sí, es razonable pensar que la materia oscura actúa siguiendo el mismo comportamiento. Además, se ha señalado recientemente que los datos de radiación de fondo de microondas parecen sugerir que el número de grados de libertad de neutrinos efectivos es mayor a 3.406, lo que es levemente mayor que el estándar para 3 tipos de neutrino. Este grado de libertad adicional podría venir del no tener una cantidad no-trivial de radiación en el universo.
Un posible candidato para la radiación oscura es el neutrino estéril. 